# Charles Da Costa
Charles Da Costa, né en 1969 à Nantes, est un dessinateur, caricaturiste et illustrateur français.

## Biographie
Natif de Nantes, Charles Da Costa suit des études d'art appliqués. Illustrateur, portraitiste, caricaturiste, il parcourt les thèmes du cinéma, de la bande dessinée, du portrait à la caricature. Il combine ses passions, compose au grè des traits et des envies, en rendant hommage aux figures emblématiques du 7e Art .

## Publications
- Crazy Rock’n Roll[2], Hugo & Cie, 2007
- Les films du dimanche soir[3], 2011
- La dernière séquence, 12bis, 2011
- Les films du dimanche soir - La dernière séquence, 12bis, 2011
- Les tontons éparpillés façon puzzle[4],[5], 12bis, 2011, réédition en 2016 (Glénat)
- Bad Wolf's Pin Up ![6], 12bis, 2012
- Un sage en hiver, 12bis, 2012
- Les barbouzes entre gens du même monde, 12bis, 2012
- Allons messieurs, ne nous fâchons pas, 12bis, 2013
- De Funès et Bourvil[7], Éditions Jungle, 2014
- Louis de Funès, Rabbi Jacob à la folie ![8], Éditions Jungle, 2014
- Audiard éparpillé façon puzzle T.1, Carabas, 2014
- Audiard éparpillé façon puzzle T.2, Carabas, 2015
- En compagnie de la 7ème,Glénat, 2015
- Je t'aurai, Fantômas ![9],[10], Glénat, 2016
- En compagnie des gendarmes[11], Glénat, 2016
- Il était une fois Sergio Leone, Éditions Bourguet-Gachon, 2017
- Pagnol fait son cinéma, Glénat, 2017